# Lietuvos Lyga 1938-1939
L'edizione 1938-1939 del Lietuvos Lyga fu la 18ª del massimo campionato di calcio lituano; il campionato fu vinto dal LGSF Kaunas, giunto al suo primo titolo.

## Formula
Il numero di squadre scese a 8: queste ultime si incontrarono in gare di andata e ritorno per un totale di 14 turni, ma il Švyturys Klaipėda fu costretto al ritiro a causa dell'invasione tedesca del Territorio di Memel, per cui furono di fatto disputati solo 13 incontri per squadra. Erano assegnati due punti alla vittoria, un punto al pareggio e zero per la sconfitta.

## Classifica finale
|                     | Pos. | Squadra           | Pt | G  | V | N | P | GF | GS | DR  |
| ------------------- | ---- | ----------------- | -- | -- | - | - | - | -- | -- | --- |
| Lituania (bandiera) | 1.   | LGSF Kaunas       | 17 | 13 | 8 | 1 | 4 | 31 | 20 | +11 |
|                     | 2.   | Kovas Kaunas      | 16 | 13 | 8 | 0 | 5 | 28 | 18 | +10 |
|                     | 3.   | KSS Telšiai       | 16 | 13 | 8 | 0 | 5 | 34 | 31 | +3  |
|                     | 4.   | Tauras Kaunas     | 13 | 13 | 5 | 3 | 5 | 21 | 17 | +4  |
|                     | 5.   | CJSO Kaunas       | 13 | 13 | 5 | 3 | 5 | 23 | 24 | -1  |
|                     | 6.   | LFLS Kaunas       | 11 | 13 | 4 | 3 | 6 | 20 | 25 | -5  |
|                     | 7.   | MSK Kaunas        | 9  | 13 | 4 | 1 | 8 | 15 | 26 | -11 |
|                     | 8.   | Švyturys Klaipėda | 3  | 7  | 1 | 1 | 5 | 9  | 20 | -11 |